# Irules

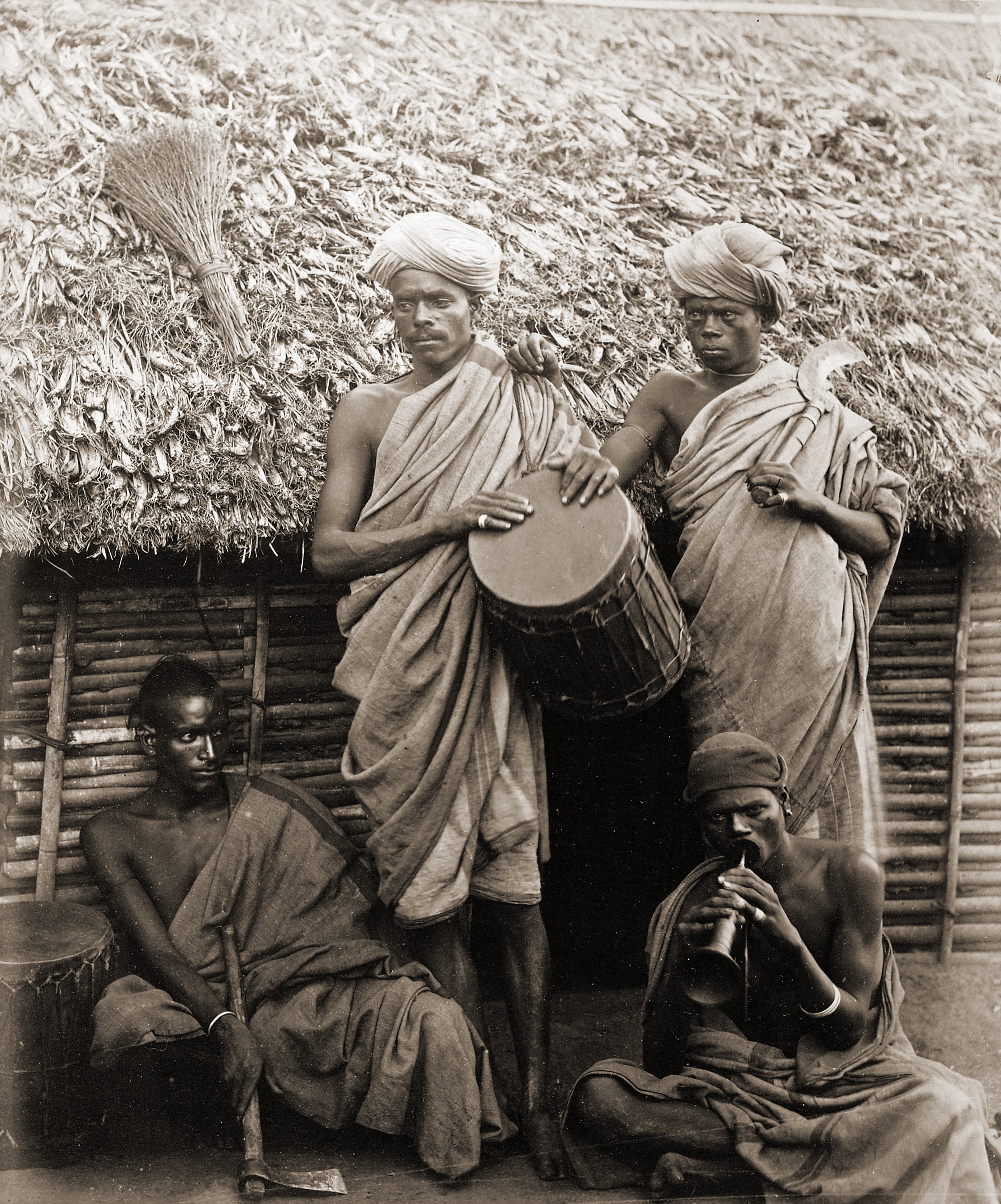
Irules el 1871

Els irules (els que van de nit, de la paraula tàmil "iral" que vol dir foscor), en singular irula, són un poble de l'Índia a Tamil Nadu i Kerala a les muntanyes Nilgiris. Viuen als contraforts de les muntanyes cap a la plana, així que estrictament no són habitants de la muntanya ni són reconeguts com a tal per altres tribus o pobles.
Tenen un aspecte físic superior als kurumbes i en alguns aspectes als kotes; les dones són fortes i treballen en qualsevol cosa. A casa seva els homes només porten un languti però a les plantacions utilitzen roba similar a altres indis; les dones es cobreixen des de la cintura als genolls deixant el pits a la vista; utilitzen diversos ornaments al coll, braços, orelles i nas. Treballen poc però quan ho fan poden aguantar feines dures; els homes es dediquen a la cacera. Parlen una llengua derivada del tàmil amb paraules canareses i malayalams. El 1871 eren 1.400 però el 1881 només se'n comptaven 946. Avui dia serien uns dos mil dels que uns 800 a Kerala.